# Alulatettix guangxiensis
Alulatettix guangxiensis är en insektsart som beskrevs av Zheng, Z. och Shanyi Zhou 1996. Alulatettix guangxiensis ingår i släktet Alulatettix och familjen torngräshoppor. Inga underarter finns listade i Catalogue of Life.